# Korechika Anami
Korechika Anami (阿南 惟幾 Anami Korechika?,  21 de febrero de 1887-15 de agosto de 1945) fue un general del Ejército Imperial Japonés durante la Segunda Guerra Mundial y Ministro de Guerra durante la rendición de Japón.

## Biografía

### Carrera temprana
Anami nació en Taketa, en la prefectura de Ōita. Estudió en la Academia del Ejército Imperial Japonés, donde fue nombrado subteniente de infantería en diciembre de 1906.
En noviembre de 1918 se graduó del Colegio de Guerra del Ejército con el rango de capitán. Fue asignado al Cuartel General del Ejército Imperial en abril de 1919, y promovido a mayor en febrero de 1922. De agosto de 1923 a mayo de 1925 fue asignado al Ejército Expedicionario de Sajalín. Fue promovido a teniente coronel en agosto de 1925.
De agosto a diciembre de 1925 fue enviado como agregado militar a Francia. A su regreso a Japón fue asignado al 45.º Regimiento de Infantería, donde se convirtió en su comandante en agosto de 1928.
De agosto de 1929 a agosto de 1930, Anami sirvió como aide-de-camp del Emperador Hirohito. Posteriormente fue promovido a coronel.
De agosto de 1933 a agosto de 1934 sirvió como comandante de regimiento del 2.º Regimiento de la Guardia Imperial. Posteriormente se convirtió en comandante de la Escuela Preparatoria Militar de Tokio, y promovido como general de brigada en marzo de 1935.

### Carrera durante la guerra
Desde agosto de 1936 sirvió como Jefe de la Agencia de Administración Militar del Ministerio de Guerra. Se convirtió en jefe del personal de la agencia en 1937 y fue promovido a general de división en marzo del año siguiente.
Con el inicio de la segunda guerra sino-japonesa, Anami fue nombrado comandante de la 109a División del Ejército Imperial Japonés en China en noviembre de 1938. Fue llamado de vuelta a Japón en octubre de 1939 con la finalidad de que asumiera el cargo de Viceministro de Guerra. Sin embargo, en abril de 1941 regresó a China como comandante en jefe el 11.º Ejército, cubriendo operaciones en China central. Fue transferido al 2.º Ejército de Área en Manchukuo en julio de 1942.
En mayo de 1943 fue promovido a general de ejército. Dado que las condiciones durante la Guerra del Pacífico se deterioraban para los japoneses, Anami fue reasignado al teatro del sureste en noviembre de 1943, donde dirigió operaciones en la Nueva Guinea Occidental y Halmahera.
Anami regresó a Japón en diciembre de 1944, donde se convirtió en inspector general de Aviación del Ejército y jefe del Departamento de Aeronáutica del ejército, al mismo tiempo que servía dentro del Consejo de Guerra. En abril de 1945 fue nombrado ministro de Guerra.

### Carrera política
Como Ministro de Guerra estaba en contra de la rendición de Japón, a pesar de las pérdidas humanas en el campo de batalla y la destrucción de las ciudades y la capacidad industrial sufrida por el bombardeo estadounidense. Incluso después de los bombardeos atómicos de Hiroshima y Nagasaki se opuso a mantener pláticas para rendirse, proponiendo incluso una batalla de gran escala en suelo japonés que causara tal daño y bajas a los estadounidenses que pudieran de algún modo evadir la rendición y quizá mantener algo de lo que Japón había conquistado.
Eventualmente el Emperador Hirohito personalmente solicitó que se diera fin a la guerra. Sus partidarios le pidieron que, o votara en contra de la rendición, o renunciara al gabinete. En su lugar, Anami ordenó a sus subordinados obedecer. Más tarde le comentó a su cuñado: "Como soldado japonés, debo obedecer a mi emperador".
El 14 de agosto de 1945 firmó el documento de renuncia junto con el resto del gabinete y posteriormente intentó cometer seppuku la mañana siguiente. Falló en realizar el ritual adecuadamente y su cuñado le dio el tiro de gracia. Su nota suicida decía: "Yo - con mi muerte - me disculpo enormemente con el emperador por el gran crimen".
Su tumba se encuentra en el cementerio Tama Reien, en Fuchu (Tokio). Su espada y su uniforme lleno de sangre, así como su nota suicida, están en exhibición en el Museo Yushukan, que se encuentra junto al santuario Yasukuni.